# Marc Parés Franzi
Marc Parés Franzi (Barcelona, 24 de febrer de 1979) és un polític i geògraf català establert a Vic, ha estat professor de la Universitat Autònoma de Barcelona, i des de l'abril de 2019, diputat de la XII legislatura del Parlament de Catalunya dins del Grup Parlamentari de Catalunya en Comú-Podem.
Professor del Departament de Geografia a la Universitat Autònoma de Barcelona. Des de l'any 2014, es també coordinador del grup d'investigació Urban Governance, Commons, Internet and Social Innovation (URGOCIS) de l'Institut de Govern i Polítiques Públiques, pertanyent a la UAB. Parés té més de 70 publicacions destacades, com llibres i articles de diversa índole. De 2014 a 2016 va obtenir una beca Marie Curie com a investigador visitant a la Robert F. Wagner Graduate School of Public Service de la Universitat de Nova York i a la Unitat de Planificació i Desenvolupament de la KULeuven. També ha estat a la Universitat de Manchester i a la Universitat de Sussex.
Entre 2003 i 2007 va ser conseller delegat de Medi Ambient i Participació a l'Ajuntament de Figaró-Montmany, municipi de la província de Barcelona, dins de la llista municipalista Candidatura Activa del Figaró. Al novembre de 2017 es van donar a conèixer les llistes de la coalició Catalunya en Comú-Podem a les eleccions al Parlament de Catalunya de 2017. Parés ocupava el número 9 per la circumscripció de Barcelona i, a la vegada, formava part de la Comissió Executiva del seu partit. La candidatura va obtenir 8 escons en aquesta província, i no va obtenir acta de diputat.
El març de 2019, el diputat Joan Josep Nuet va anunciar la seva intenció de concórrer a les eleccions generals de 2019 a la candidatura d'Esquerra Republicana de Catalunya, motiu per qual va renunciar a la seva acta de diputat al Parlament. Parés va ser el substitut de Nuet. Actualment és membre de la executiva nacional de Catalunya en Comú.